# Christian Rau (Rechtswissenschaftler)

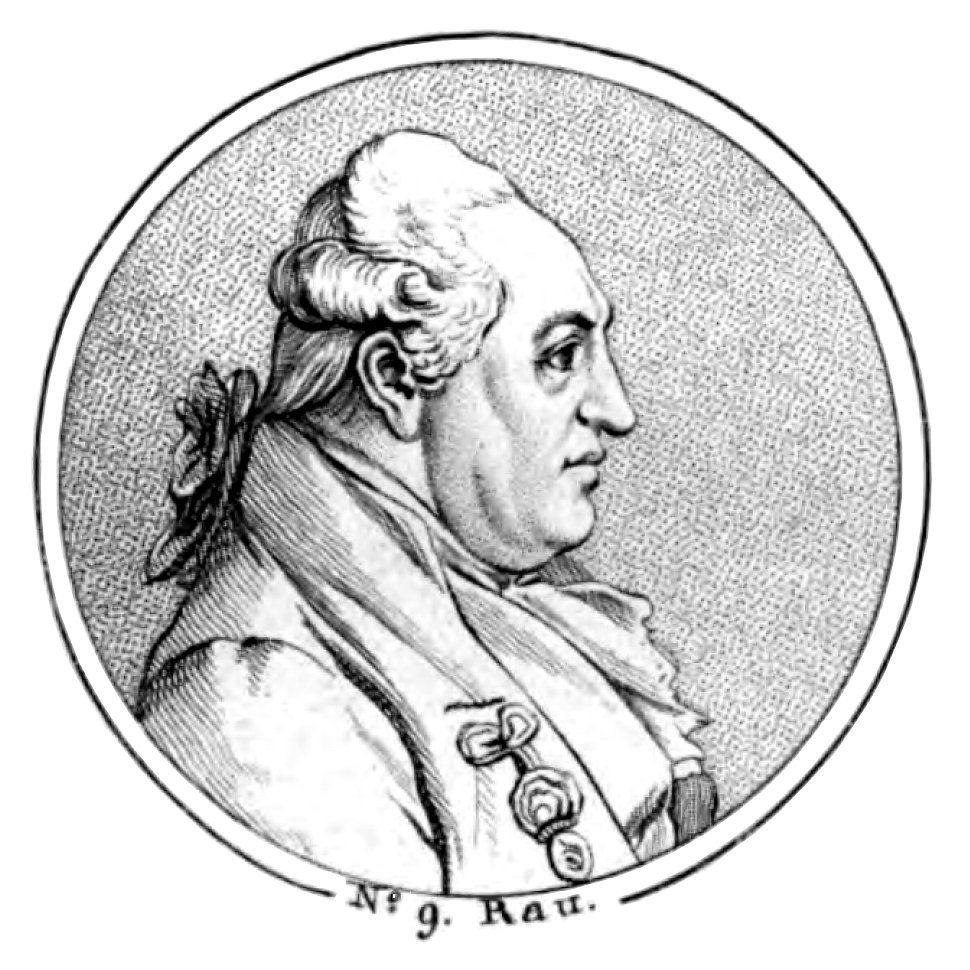
Christian Rau

Christian Rau (* 5. Mai 1744 in Leipzig; † 22. Januar 1818 ebenda) war ein deutscher Rechtswissenschaftler.

## Leben
Rau lernte an der Thomasschule zu Leipzig. Er studierte von 1771 bis 1768 Philosophie und Rechtswissenschaft an der Universität Leipzig. Er promovierte sich 1770 zum Dr. jur. 1776 wurde er außerordentlicher Professor für Rechtswissenschaft, 1786 ordentlicher Professor, 1790 ordentlicher Professor für Institutionen, 1793 ordentlicher Professor für Pandekten und 1796 ordentlicher Professor für Kodizes in Leipzig. 1811 wurde er Obergerichtsrat. Zudem  war er Domherr zu Meißen und zu Naumburg sowie Kapitular zu Merseburg.